# Sisenando
Sisenando (¿? – 12 de marzo de 636) fue el vigesimosexto rey de los visigodos en Hispania entre 631 y 636.

## Vida
Siendo duque de la Septimania, Sisenando ayudó a destronar a Suintila, conquistando la Tarraconense, con ayuda de Dagoberto I de Neustria.
Algunos autores deducen de las fuentes una cierta simpatía popular hacia Suintila y una mayor oposición a él entre la nobleza. Sin duda la facción rival se aprovechó de ciertas leyes propuestas por Suintila, favorables al pueblo pero perjudiciales para los magnates, para incrementar sus posibilidades de rebelión. A pesar de esto la tendencia que en su momento representó Witerico estaba muy debilitada por el mal gobierno de éste, y las depuraciones que seguramente siguieron tras su caída. Parece ser que Suintila contaba con el apoyo de los jefes militares, y que la hostilidad a su alrededor entre condes y duques no era unánime, a causa de que no contaban en su entorno con el apoyo necesario de la gente. La nobleza opuesta a Suintila consideró imposible derrocar a este rey por sus propios medios y envió en 630 a uno de los nobles conjurados, llamado Sisenando, duque de la Septimania, a la corte del rey de Neustria, Dagoberto, para pedirle un ejército que sirviera para sus principios. Como recompensa se ofreció una bandeja de oro (regalada por el general Aecio al rey Turismundo en el 451), y 200.000 sueldos.
El ejército se reunió en Tolosa en marzo de 631. Poco después se conquistó Zaragoza casi sin lucha, la Septimania se rebeló y los nobles indecisos se unieron a los rebeldes luchando contra las fuerzas del rey. Hasta el hermano del rey, Geila, se rebeló. La rapidez de la revuelta obligó a Suintila a abdicar y huir. Los rebeldes se dirigieron hacia la capital, Toledo, donde proclamaron a Sisenando como rey el 26 de marzo. Suintila fue capturado y encarcelado durante dos años, para después ser desterrado junto con sus esposa e hijos, muriendo de forma natural en 634.
Sisenando tuvo que hacer frente a varias rebeliones afines al anterior rey, sobre todo en la provincia de la Bética. Geila fue el líder de estos nuevos rebeldes, apoyado incluso por parte del clero, lo que provocó una guerra civil. Sisenando controló la situación de nuevo gracias al rey Dagoberto, derrotando a los rebeldes.
Convocó el IV Concilio de Toledo bajo dirección de Isidoro de Sevilla, en el que se formularon colecciones de Leyes, tanto civiles como eclesiásticas, citando entre las primeras el famoso Liber Iudiciorum (Fuero Juzgo), y en cuanto a las segundas, veintinueve cánones relativos a la disciplina y administración de la Iglesia. Su propósito era dar mayor fuerza al rey y estabilidad a la raza goda, en el que se confirmó la elección de Sisenando, declarando tirano a Suintila por sus crímenes, su iniquidad y su acumulación de riquezas a expensas de los pobres. Se declaró libres de todo impuesto y cargas a los clérigos, se promulgaron penas contra los que faltaran a los juramentos de fidelidad hechos a su rey, o se rebelaran contra él, tratando con esto de evitar que se siguiera el ejemplo del propio Sisenando. Además Geila fue desterrado y sus bienes confiscados. Sisenando se comprometió a ser un monarca moderado, benevolente, justo y piadoso.

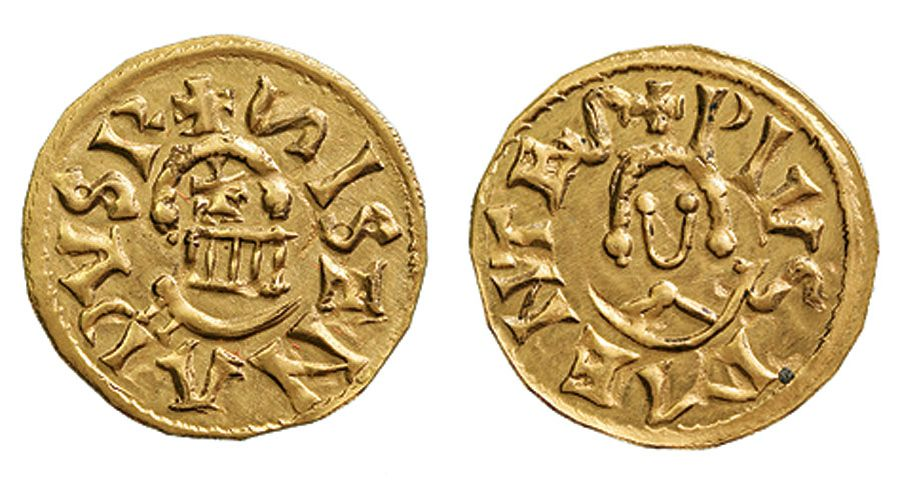
Reproducción moderna de un tremís de Sisenando.

Se condenó a los clérigos que tomasen las armas contra el rey, a los cuales debería internarse en un monasterio para hacer penitencia. Se prohibió que los clérigos recibieran o enviasen mensajes secretos fuera de Hispania. Seguramente el clero había negociado una alianza de los rebeldes con algún poder extranjero. Cualquiera que se rebelara, fuera clérigo o noble, sufriría la pena de la excomunión y el destierro.
En lo relativo a la sucesión al trono no hizo ninguna concesión al principio de sucesión hereditaria. Así, los reyes serían en lo sucesivo elegidos únicamente por los magnates y los obispos. La actitud de los obispos parece indicar que, más que anatemizar, lo que hizo Sisenando con Suintila originó una crisis en el 632 que hizo retrasar el Concilio hasta finales del 633 por la rebelión de Iudila.
Aunque no se menciona en ninguna fuente literaria, existen dos monedas acuñadas en Mérida y en Granada (Iliberris), que tienen la inscripción Iudila Rex, suponiendo que fueron acuñadas en el reinado de Sisenando. Por otra parte, el canon setenta y cinco y el retraso en la celebración del concilio podría explicar que Iudila hubiera intentado usurpar el trono.
Sisenando murió en Toledo en el año 636, a los cinco años de su reinado, y le sucedió Chintila.

## Política con respecto a los judíos
En el IV Concilio de Toledo se volvió a analizar el problema de los judíos, reafirmándose las políticas establecidas en el tercero, pero también haciendo más duras las penas y más extensivas las prohibiciones.
Se estableció que los hijos de judíos debían ser separados de sus padres. Según historiadores modernos una ley tan drástica no podría ser implantada, y se refería sólo a los hijos bautizados. Se estableció también que los judíos convertidos no podrían tener relación con judíos no convertidos. La pena para este delito era dura: el no convertido sería entregado como esclavo a un cristiano y el converso sería azotado públicamente.
Como se consideraba que los judíos sobornaban a los cristianos para evitar la aplicación de estas leyes, se estableció la pena de excomunión y anatematización.